# Spodoptera malagasy
Spodoptera malagasy är en fjärilsart som beskrevs av Pierre E.L. Viette 1967. Spodoptera malagasy ingår i släktet Spodoptera och familjen nattflyn. Inga underarter finns listade i Catalogue of Life.